# Nomen novum
In tassonomia con la dicitura Nomen novum (plurale: Nomina nova), spesso abbreviato in nom. nov., si definisce un nuovo nome scientifico creato appositamente per sostituirne un altro che non può essere usato (ad esempio perché omonimo).
Tale nomenclatura non si applica quando la modifica del nome avviene per motivi tassonomici (perché ad esempio si sposta una specie da un genere ad un altro).